# Nikos Machlas
Nikolaos Machlas (greacă Νίκος Μαχλάς) (n. 16 iunie 1973) este un fost jucător de fotbal grec.

## Premii obținute
- Gheata de aur (19)

## Legături externe
- Nikos Machlas pe site-ul WorldFootball.net
- de Nikos Machlas la fussballdaten.de